# Федорук Юрій Антонович
Юрій-Костянтин Антонович Федорук (псевдо.: «Лемко»; нар. 11 березня 1921, с. Накваша, нині Підкамінська селищна громада, Золочівський район, Львівська область — пом. 30 липня 1944, с. Дермань, нині Мізоцька селищна громада, Рівненський район, Рівненська область — український військовик, лицар Срібного хреста заслуги УПА.

## Життєпис
Народився у родині священика. У 1931—1937 роках навчався у Бродівській гімназії, на Вищих державних технічних фахових курсах у Львові (1942).
Член ОУН з 1930-х років. У 1941 році закінчив підпільні курси «печаткарів» (фахівців із підробки документів). Організаційний референт крайового проводу Юнацтва ОУН ЗУЗ (1941—1942). У 1942 році зголосився добровольцем для організаційної роботи в Східній Україні.
Референт Юнацтва Дніпропетровського обласного проводу ОУН у 1942—1943 роках. Референт підреферентури по роботі з юнацтвом крайового проводу ОУН ПівдСУЗ у 1943—весна 1944 року. Співробітник виховно-вишкільного відділу крайового військового штабу УПА-Південь (весна 1944), керівник Генеральної округи ОУН ОСУЗ (із весни 1944). Учасник відомого Гурбенського бою відділів УПА проти внутрішніх військ НКВС у квітні 1944 року. 
Загинув у бою з військами НКВС.

## Нагороди
- Згідно з Постановою УГВР від 8 жовтня 1945 року та наказом Головного військового штабу УПА ч. 4/45 від 11 жовтня 1945 року керівник генеральної округи ОУН ОСУЗ Юрій Федорук–"Лемко" нагороджений Срібним хрестом бойової заслуги УПА.

## Вшанування пам'яті
- 15 лютого 2018 року від імені Координаційної ради з вшанування пам'яті нагороджених Лицарів ОУН і УПА у м. Броди Львівської обл. Срібний хрест заслуги УПА (№ 039) переданий Галині Федорук, племінниці Юрія Федорука–"Лемка".
- 26 липня 2024 року у місті Дніпро провулок Червоновусівський перейменували на провулок Юрія Федорука.